# Línea 44 (Avanza Zaragoza)
La línea 44 es una línea regular diurna de Avanza Zaragoza. Realiza el recorrido comprendido entre el Estación de Miraflores (Cercanías Renfe) y la Escuela de Ingenieros del distrito municipal Actur-Rey Fernando en la ciudad de Zaragoza (España).
Tiene una frecuencia media de 10 minutos.
La Línea 44 de Avanza Zaragoza conecta la Estación de Miraflores con el barrio Actur-Rey Fernando, llegando hasta el Campus Río Ebro en días y horarios lectivos. Esta ruta atraviesa barrios significativos como Las Fuentes, La Jota y el Picarral, facilitando el acceso a diversos puntos de interés de la ciudad.

## Recorrido y paradas

### Sentido María Zambrano
Estación Miraflores (trenes Cercanías y Media distancia Renfe), Cesáreo Alierta, Principado de Morea, Diego de Espes, María de Aragón, Salvador Minguijon, C.S. Las Fuentes Norte, Marqués de la Cadena, Avenida la Jota, Felisa Galé, Avenida Cataluña, Alcalde Caballero, Salvador Allende, Pablo Ruiz Picasso, Gómez de Avellaneda, Jorge Guillén

### SentidoMiraflores
Jorge Guillén, María Zambrano, Pablo Ruiz Picasso, Salvador Allende, Alcalde Caballero, Juan de la Cierva, Avenida Cataluña, Marqués de la Cadena, Puente de la Unión, Doctor Iranzo, Francisco de Quevedo, Camino Cabaldos, Cesáreo Alierta, Estación Miraflores (trenes Cercanías y Media distancia Renfe)

### El recorrido de la Línea 44 incluye las siguientes paradas en sentido Actur-Rey Fernando:
1. Estación Miraflores
2. Principado de Morea
3. Diego Espés
4. María de Aragón / C.S. Torre Ramona
5. María de Aragón / Tomás Higuera
6. Salvador Minguijón, 10
7. Salvador Minguijón / Amistad
8. Salvador Minguijón, 40
9. C.S. Las Fuentes Norte
10. Marqués de La Cadena / Puente de La Unión
11. Marqués de La Cadena / C.D.M. La Jota
12. Av. de La Jota, 16
13. Felisa Galé, 7
14. Av. de Cataluña, 152 / CME Grande Covián
15. Av. Alcalde Caballero, 50
16. Av. Alcalde Caballero / Gasolinera
17. Av. Alcalde Caballero / Claudio Tolomeo
18. Av. Salvador Allende, 107
19. Av. Salvador Allende, 85
20. Av. Salvador Allende, 67
21. Pablo Ruiz Picasso, 2
22. Pablo Ruiz Picasso, 8
23. Pablo Ruiz Picasso, 34
24. María Zambrano, 48
25. María Zambrano, 60
26. Campus Río Ebro

En sentido Estación Miraflores, las paradas son las mismas pero en orden inverso.
Horarios y Frecuencias:
La frecuencia de paso de la Línea 44 varía según el día:
- Días laborables: Cada 15 minutos.
- Sábados, domingos y festivos: Cada 23 minutos. Alteraciones del Servicio:  La Línea 44 puede experimentar desvíos o modificaciones en su recorrido debido a eventos especiales o trabajos de mantenimiento. Por ejemplo, del 2 al 8 de octubre de 2024, debido a trabajos de asfaltado en María de Aragón, la línea se desvió por Miguel Servet, Monasterio de Samos[8] y Compromiso de Caspe hasta Salvador Minguijón.

Las primeras salidas desde la Estación Miraflores son a las 5:15 y 5:36, y la última a las 22:44. En sentido contrario, desde el Campus Río Ebro, las primeras salidas son a las 5:56 y 6:17, y la última a las 23:19.
Características Especiales:
- Días Lectivos:[9] Durante los días y horarios lectivos, la línea extiende su recorrido hasta el Campus Río Ebro en el Actur.   zaragoza.avanzagrupo.com
- Sábados, Domingos y Festivos: En estos días, la terminal se ubica en la calle Pablo Ruiz Picasso, y el acceso en sentido Miraflores puede realizarse desde la parada de María Zambrano 48.[10]

Alteraciones del Servicio:
La Línea 44 puede experimentar desvíos o modificaciones en su recorrido debido a eventos especiales o trabajos de mantenimiento. Por ejemplo, del 2 al 8 de octubre de 2024, debido a trabajos de asfaltado en María de Aragón, la línea se desvió por Miguel Servet, Monasterio de Samos y Compromiso de Caspe hasta Salvador Minguijón.
Novedades Recientes:
Durante el verano de 2024, específicamente del 1 al 15 de julio, la Línea 44 mantuvo su recorrido hasta el Campus Río Ebro en días laborables, a pesar de ser periodo estival.